# Božidar Latković
Božidar Latković (Daruvar, 7. prosinca 1911. – Buenos Aires, 16. rujna 2006.) bio je hrvatski pravnik i pravni povjesničar.

## Životopis
Završio je 1930. godine gimnaziju u Zagrebu te pravni studij s doktoratom 1935. godine. Sudački ispit položio je 1937. godine te je bio imenovan vježbenikom pri Kotarskom sudu u Daruvaru. Od 1938. do 1940. usavršavao se na Slobodnoj školi političkih znanosti u Parizu te kasnije od 1941. do 1942. na Institutu za društvene i gospodarske znanosti Sveučilišta Ludwig-Maximilian u Münchenu.
Od 1942. bio je tajnik u Ministarstvu vanjskih poslova NDH, a od 1943. docent pri katedri narodne ekonomije Pravnoga fakulteta. U svibnju 1945., kao domobranski poručnik u Ministarstvu oružanih snaga, povlači se pred partizanima u Austriju, a zatim u Italiju. Iz Italije odlazi u Argentinu te je u Buenos Airesu od 1947. djelovao kao činovnik.
S bratom Radovanom, Vinkom Nikolićem i drugim hrvatskim intelektualcima osnovao je 1960. godine Hrvatsko-latinskoamerički kulturni institut u Buenos Airesu te bio njegov prvi predsjednik.

## Djela
- „Hrvatsko narodno gospodarstvo” (Zagreb, 1945.)
- „A setecientos años de la creación de la Ley de Vinodol” (prijevod i komentar Vinodolskog zakonika; Buenos Aires, 1988.)
- „El Estatuto de Poljica. Codificación medieval del Principado croata de Poljica” (prijevod i komentar Poljičkog statuta; Buenos Aires, 1995.)
- „El Estatuto de Dubrovnik del año 1272” (prijevod i komentar sedme knjige Dubrovačkoga statuta; Buenos Aires, 2000.)
- „La Bula áurea de 1242. Gradec – origen medieval de Zagreb” (Zagreb—Mošćenice—Rijeka, 2005.)[1]

### Članci
- Blažeković, Milan. 2013. Latković, Božidar. Hrvatski biografski leksikon. Zagreb.  journal zahtijeva |journal= (pomoć)